# 노예문서
노예문서(奴隸文書)는 노예가 존재하던 시절에 노예의 소유권을 증명하던 문서였다.
당시 노예문서에 기재되던 사항에는 해당 노예의 이름과 나이,가격,어머니의 인적 사항과 기혼자의 경우는 배우자와 자녀의 인적 사항도 기재하였다.
노예문서를 보관하던 장소에는 사노예의 경우 사노예가 예속된 사찰과 집등이었고 공노예의 경우 공노예가 예속된 관공서였다.
노예해방령이 내려진 이후 노예문서는 폐기되었다.